# Tref (boja i znak u kartama)
Tref (fr. trèfle) ili detelina (♣) je znak u kartama koji predstavlja detelinu crne boje sa tri lista. U igri kao znak je ravnopravan sa ostalim znakovima, samo u nekim igrama karta "dvojka" tref ima prednost u igri ili se duplo broji. 

## Istorija karata
Iako se pouzdano ne zna gde su izmišljene i gde se počelo sa igranjem, veruje se da su se prvim kartama za igru služili u istočnoj Aziji (Koreja i Kina), a kasnije, preko Indije i Egipta donesene u Evropu. Oko 1480. godine karte sa četiri znaka (tref, pik, karo i herc) počele su da se koriste po čitavoj Evropi i postale model po kojem će se nadalje izrađivati kompleti za igranje - špilovi.Danas se u različitim delovima sveta koriste različiti špilovi karata za igru koje su karakteristične za to područje. Kod nas, uobičajeni špil od 52 karte, vuče poreklo od francuskih karata iz 15. veka.

## Boje i znakovi
Osnovne boje u kartama su crna i crvena koje su u kombinaciji sa četiri znaka, gde su herc (srce) i karo (kocka) crveni, a tref (detelina) i pik (list) crne boje. Inače ovi znaci potiču još od srednjeg veka gde su imali svoje značenje u društvenim slojevima. Herc je bila crkva, pik je vojska, tref je poljoprivreda, a karo je trgovačka klasa.
Nazivi "pik, karo, tref" preuzeti su iz francuskog jezika (pique, carreau, trèfle), a "herc" iz nemačkog jezika (Herz). Osim u igrama, karte su našle primenu i u tzv. "gledanju u karte", odnosno proricanju sudbine, gde svaki znak ima neko značenje.

## Spoljašnje veze
- Vukajlija/Znaci u kartama
- Svet/Likovi sa karata su stvarno postojali[мртва веза]